# Lapinpesä
Lapinpesä är en sjö i kommunen Heinävesi i landskapet Södra Savolax i Finland. Sjön ligger 101 meter över havet. Arean är 1,54 kvadratkilometer och strandlinjen är 18,42 kilometer lång. Sjön  ingår i Vuoksens huvudavrinningsområde.   Den ligger omkring 120 kilometer nordöst om S:t Michel och omkring 330 kilometer nordöst om Helsingfors. 
I sjön finns ön Jyrkänsaari. 
Söder om Lapinpesä ligger Varislampi. 